# Źródło Kastalskie
Źródło Kastalskie Kastalia  – święte źródło w Delfach poświęcone nimfie Kastalii, pełniące istotną rolę rytualną w obrzędach kultu Apollina i w funkcjonowaniu wyroczni delfickiej.

## Topografia
Źródło Kastalskie wypływa w Delfach spod skał zwanych Fedriadami , jego wody tworzą strumień Arkudorema spływający do doliny Pleistosu . Część wód skierowana była do fontanny zbudowanej pomiędzy temenosem sanktuarium Apollina a starożytnym gimnazjonem .

## Architektura

### Pierwsza fontanna (archaiczna)
Pierwsza fontanna powstała ok. 600–590 p.n.e. w pobliżu drogi prowadzącej do wyroczni . Dotychczas zachował się prostokątny kamienny zbiornik (8,20 × 6,64 m) z systemem rur i rynien , wykonany z marmuru paryjskiego. Fasada fontanny była pokryta stiukiem i barwnie pomalowana.
Wodę dostarczano wykutym w skale podziemnym kanałem zbudowanym ok. 460 roku p.n.e., a odkrytym w 1977 roku. Zbierana była w cysternie (6,5 × 1,5 m), z której spływała czterema rynnami w kształcie lwich głów.
Przed zbiornikiem znajdował się wybrukowany taras, na który prowadziły stopnie  i gdzie umieszczono kamienne ławy.
Pozostałości fontanny odkrył w 1960 roku A. Orlandos . Obiekt poddano pracom konserwatorskim i częściowo odrestaurowano w 1969 i 1977 roku.

### Druga fontanna

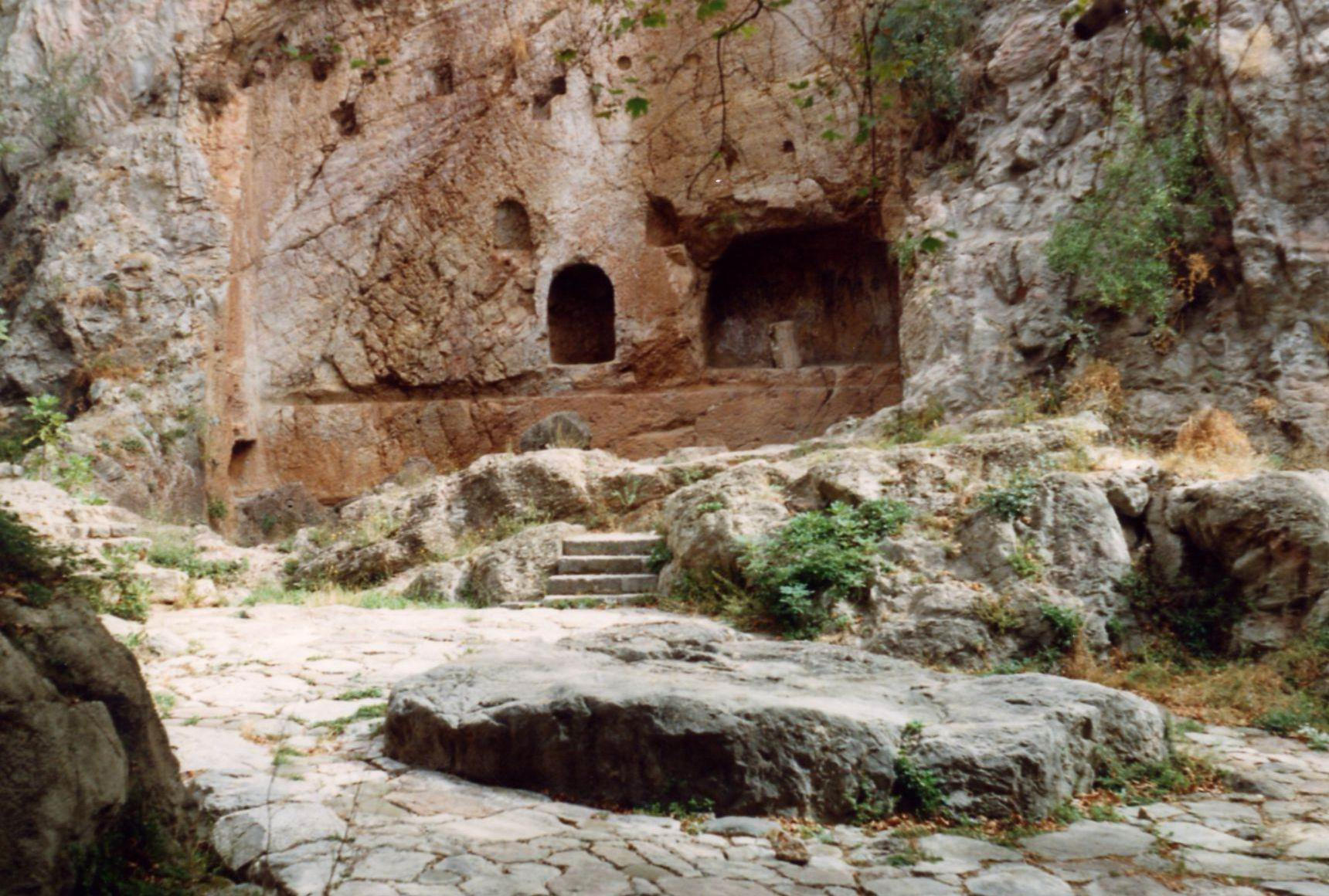
Fontanna z ok. I wieku p.n.e.

Kolejna historycznie fontanna, datowana na I wiek p.n.e., zlokalizowana była na stoku bliżej samego źródła . Zbudowano ją w wykutym w skale zagłębieniu (11 × 12 m) o głębokości pół metra, otoczoną niszami, gdzie wystawiano dary wotywne dla wodnej nimfy Kastalii . W późniejszym okresie największą z nisz zaadaptowano na kaplicę Św. Jana Chrzciciela .
Pod niszami znajdował się wykuty w skale, zakryty zbiornik (10 × 0,5 m), do którego woda doprowadzana była rurą . Z przodu zbiornika umieszczono siedem rynien z brązu, a pomiędzy nimi siedem kamiennych półkolumn . Rynny były najprawdopodobniej zdobione głowami lwów lub gorgon. Ściany zbiornika wyłożono płytami z marmuru . Przed fontanną znajdował się taras z kamiennymi ławami, na który prowadziły schody .
Pozostałości fontanny odkryli w 1878 roku S. Dragatsis i E. Kastorchis .

## Znaczenie
Sakralne źródło poświęcone było Apollowi i muzom . Spełniało ważną rolę w kulcie i funkcjonowaniu wyroczni delfickiej . Pytia, kapłani świątyni oraz wszyscy przybywający dla wysłuchania przepowiedni dokonywali tam ablucji w obrzędzie rytualnego oczyszczenia przed udaniem się do wyroczni .
W starożytności o źródle wzmiankowali m.in. Strabon, Pliniusz Starszy i Pauzaniasz. W poezji klasycznej Kastalia występowała zwykle jako antyczne święte źródło w Delfach, natomiast w późniejszych czasach łączono je z twórczymi muzami i ukazywano jako źródło duchowo-intelektualnego natchnienia.